# El Carrizal, El Bosque
El Carrizal är en ort i Mexiko.   Den ligger i kommunen El Bosque och delstaten Chiapas, i den sydöstra delen av landet, 700 km öster om huvudstaden Mexico City. El Carrizal ligger 1 443 meter över havet och antalet invånare är 472.
Terrängen runt El Carrizal är varierad, och sluttar österut. Runt El Carrizal är det ganska tätbefolkat, med 166 invånare per kvadratkilometer. Närmaste större samhälle är Simojovel de Allende, 15,9 km nordost om El Carrizal. I omgivningarna runt El Carrizal växer i huvudsak städsegrön lövskog.